# Vain
I Vain sono un gruppo sleaze/hair metal formato a San Francisco nel 1985.
Anche se mai popolari come i Guns N' Roses, i Vain furono uno dei pilastri dello sleaze metal dei fine anni 80, grazie alle sonorità crude e al songwriting del frontman Davy Vain. Dischi come il capolavoro No Respect (1989) rappresentano tutt'oggi uno dei riferimenti dello sleaze glam metal americano, nonché uno dei miglior dischi del genere in questione.

## Storia
La band venne formata dal cantante Davy Vain nel 1985 a Los Angeles. La band comprendeva Davy Vain (voce), Jamie "Rose" Scott (chitarra), Danny West (chitarra), Ashley Mitchell (basso) e Tom Rickard (batteria). Il chitarrista Jamie Scott (Chuck Mooney) fu membro della band Vicious Rumors.
Inizialmente esordirono suonando a concerti attorno a San Francisco come al club The Stone, di supporto a band come Poison e Guns N' Roses.
La loro prima demo venne prodotta dal tastierista di Alice Cooper Paul Horowitz.
Il successo iniziò, e i Vain apparirono su noti giornali heavy metal come Kerrang! e Metal Forces che gli dedicarono articoli ancora prima che essi firmassero con una major label. Kerrang! gli dedicò la copertina e sei pagine, oltre ad altri articoli successivi.
Firmarono per la Island Records e nel settembre 1989 debuttarono con l'album No Respect prodotto da Paul Nortfield (già produttore di Rush e Queensrÿche). Il disco venne accolto ottimamente dalla critica specializzata. Da questo vennero estratti i brani "Beat The Bullet" e "Who's Watching Who", trasmessi poi da MTV e dalle radio. Nel novembre dello stesso anno la band suonò anche in un tour europeo al fianco degli Skid Row e qualche mese dopo in Giappone come headliner.
Nel 1991, venne registrato il loro secondo album All Those Strangers prodotto da Jeff Hendrikson, ma la Island Records abbandonò la band. I nastri vennero così accantonati ed il lavoro non venne mai ufficialmente pubblicato tranne qualche bootleg delle sessioni registrato in scarsissima qualità.
Il periodo di successo per la band sembrava calare a causa delle nuove tendenze musicali capeggiate dal grunge e l'alternative rock che fecero crollare le tendenze dell'heavy metal.
Amareggiati, West e Rickard abbandonarono il progetto nel tardo 1991 e raggiunsero la band Shine.
Il chitarrista Shawn Rorie e l'ex batterista dei Guns N' Roses Steven Adler si unirono alla band, ma la formazione cambiò nome in "Roadcrew" (la vecchia band di Adler dove militavano anche Slash e Duff McKagan nel periodo precedente ai Guns N'Roses). Il progetto ebbe breve durata, a causa dei problemi di Adler con la droga e anche a causa del mancato interesse da parte delle major, ma qualche brano dei Roadcrew verrà inserito in alcuni album successivi dei riformati Vain.
Nel 1993 la band si riunì con Vain, James Scott, Danny West, Ashley Mitchell e il nuovo entrato Danny Fury proveniente dai The Lords of the New Church e Kill City Dragons. Con questa formazione realizzarono l'album Move on It, edito però solo in Giappone per la Polystar Records nel novembre 1993, per poi trovare l'etichetta indipendente britannica Heavy Metal Records disposta alla pubblicazione. L'album includeva tre brani estratti dall'esperienza con i "nuovi" Roadcrew, e anche il brano "Planet's Turning" estratto dalle sessioni di All Those Strangers. Il platter è l'ennesima dimostrazione di classe compositiva con canzoni di livello assoluto che lo pongono senza dubbio tra le uscite discografiche di maggior spessore di quell'anno.
Vain e Mitchell rimasero gli unici membri originali, e Louie Senor sostituì Danny Fury.
L'album Fade, venne realizzato in Giappone per la Polystar Records nel marzo 1995. In quest'album venne inserita la traccia "Shooting Star", anche questa ripescata dall'irrealizzato All Those Strangers e la traccia "Can't Get Back" ripresa dai lavori nei nuovi Roadcrew.
Questo album mostra un passaggio a sonorità più mature e venne ben accolto dalla critica. La band viene ormai considerata dalla stampa di settore come una delle band più sottovalutate del genere e Fade ne è l'ulteriore conferma.
La SaRaya Recordings pubblicò l'album Fade nrgli USA nel 1996 mentre la Revolver Records distribuì l'album in Europa.
Il chitarrista Danny West realizzò un album solista nel 1995 intitolato "Taste the Sounds" per la Geron Records, e venne pubblicato solo in Giappone.
Nel 2000 Davy Vain, con la partecipazione di Scott, Mitchell e Senor, pubblicò l'album solista "In from Out of Nowhere", e cercò lavoro come produttore discografico. Egli contribuì alla produzione dell'album d'esordio dei Death Angel The Ultra-Violence nel 1987. Nel 2002 partecipò anche alla produzione dell'album Stripped di Christina Aguilera.
Nel 2005 i Vain videro una leggera rinascita; la Gott Discs rimasterizzò il debut album "No Respect" distribuendolo in tutto il mondo nel gennaio 2005. Seguirono tour in Europa nel maggio dello stesso anno. La band realizzò anche un nuovo album On the Line che ricevette critiche positive. Il tour britannico (supportato dai Red Star Rebels e New Generation Superstars) ottenne ottimi riscontri, venendo citato anche dalla rivista Kerrang!.

## Formazione

### Formazione attuale
- Davy Vain - voce
- Jamie Scott - chitarra
- Danny West - chitarra
- Ashley Mitchell - basso
- Louie Senor - batteria

### Ex componenti
- Tom Rickard - batteria
- Danny Fury - batteria

## Discografia
- 1989 - No Respect
- 1991 - All Those Strangers
- 1993 - Move on It
- 1995 - Fade
- 2005 - On the Line
- 2011 - Enough Rope
- 2017 - Rolling with the Punches